# الحسن صالح
الحسن صالح (مواليد 25 يونيو 1991، لاعب كرة قدم إماراتي يجيد اللعب في الظهير الأيسر مع نادي الشارقة دوري الخليج العربي الإماراتي.

## مسيرة اللاعب
لعب سابقاً مع نادي رأس الخيمة ونادي الإمارات و إنتقل إلى نادي الشارقة عام 2017.

### دمج نادي الشارقة
كان يلعب مع نادي الشارقة و في عام 2017 صدر قرار بدمج نادي الشارقة مع نادي الشعب تحت مسمى نادي الشارقة تم ضمه إلى نادي الشارقة الجديد.

## الحياة الشخصية
الحسن هو توأم اللاعب الحسين صالح.

## روابط خارجية
- الحسن صالح على موقع Soccerway.com (الإنجليزية)